# Национално знаме на Лесото
Националното знаме на Лесото е прието на 4 октомври 2006 година. Знамето е съставено от три хоризонтални ивици в синьо, бяло и зелено в съотношение 3:4:3. По средата на бялата ивица е изобразено черно мокоротло или т.н. басо шапка. Това знаме е било въведено по повод 40 години от независимостта на страната и символизира мирната политическа ориентация.

## Знаме през годините
- (1884 – 1966)
- (1966 – 1987)
- (1987 – 2006)